# Grypotheca triangularis
Grypotheca triangularis är en fjärilsart som först beskrevs av Alfred Philpott 1930b.  Grypotheca triangularis ingår i släktet Grypotheca och familjen säckspinnare. Inga underarter finns listade i Catalogue of Life.